# Armasmeer
Het Armasmeer, Zweeds: Armasjärvi) is een groep meren in Zweden, in de gemeente Övertorneå. Het water in het meer komt uit verschillende beken in de omgeving en stroomt in het zuiden in de Armasrivier verder. De naam Armas komt van het Fins voor 'liefde op het eerste gezicht'.
Er heeft zich op 24 oktober 1940 op het Armasmeer een tragedie voorgedaan, toen hier een veerpont verging. De veer vervoerde legerapparatuur, maar kon de last niet dragen. Alhoewel sommige militairen al aangaven dat de boot te zwaar was beladen, ging men toch van wal. Door de harde wind, maakte de veer water. Mede doordat er paniek aan boord ontstond, kwamen 44 van de 102 passagiers om het leven en daarbij ook de schipper en hun zoon. Indien het water en de omgeving minder koud waren geweest hadden waarschijnlijk meer mensen de ramp overleefd, sommige militairen overleden toen ze aan wal bij kwamen van de barre zwemtocht. Er is op die plaats een gedenksteen geplaatst.
Afwatering: meer Armasmeer → Armasrivier → Torne → Botnische Golf

## Websites
- (sv)  Krigsminnen från en mc-buren trafiksoldat. gearchiveerd, Zweeds verhaal met foto's